# Озденак, Ясин
Ясин Озденак (тур. Yasin Özdenak; родился 11 октября 1948 года) — бывший турецкий вратарь и в настоящее время активный тренер. В данный момент работает в «Хум Сити» в качестве технического директора клуба.
В 1977 году братья Эртегюн продали 28-летнего Ясина, известного в США как Эрол Ясин, в «Нью-Йорк Космос», где он играл вместе с легендами футбола, такими как Пеле и Франц Беккенбауэр. Пеле было 35 лет, он играл 2 года бок о бок с Озденаком в «Космосе», прежде чем бразилец завершил карьеру. Ясин также тренировал «Космос».
Другой легендарный футболист, Диего Марадона, стал соперником Ясина Озденака в товарищеском матче, когда аргентинцу было всего 18 лет.
Он также тренировал команду «Сидней Кресцент Стар», которая в то время выступала в премьер-лиге штата Новый Южный Уэльс, Австралия, и вывел их в первую пятёрку в своём первом сезоне, а также победил с ними в Континентальном кубке (ныне Кубок Тайгер Турф).